# DA (drogisterij)

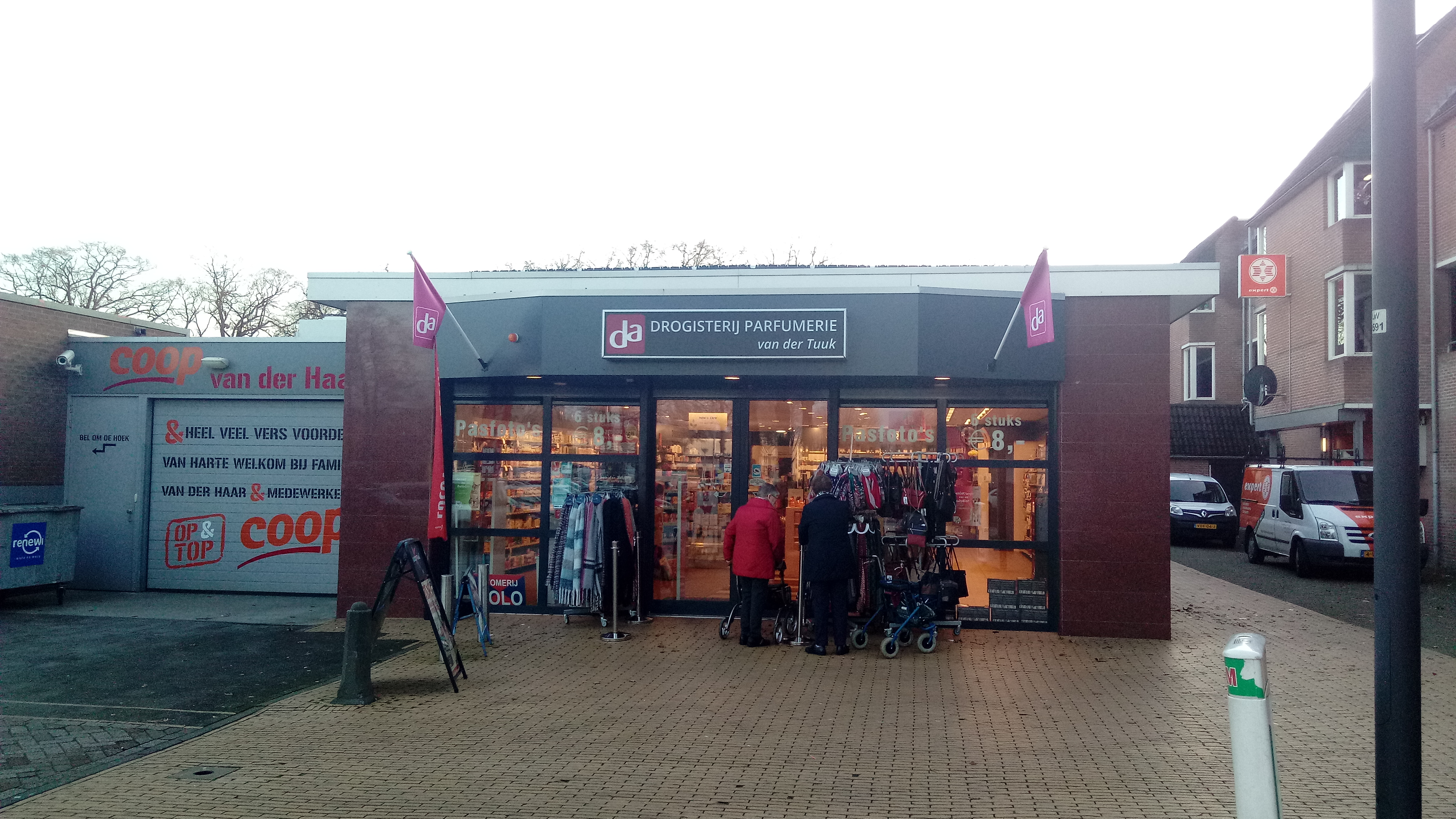
DA-vestiging in Ter Apel (2020).

DA is een Nederlandse drogisterijketen van de Nederlandse Drogisterij Service B.V., onderdeel van Holland Pharma dat weer onderdeel is van de farmaceutische groothandel Mosadex C.V.. De keten werd opgericht in 1942 in Rotterdam door een vijftal samenwerkende drogisterijen. De afkorting stond oorspronkelijk voor Dienende Actie; dat werd in 1947 Drogisten Associatie.

## Activiteiten
De voornaamste producten in het assortiment zijn op het gebied van verzorging en gezondheid. Naast de reguliere drogisterijen is er ook een aparte tak (DA Luxe) die zich richt op luxe cosmetica.

## Historie
DA is opgericht in de Tweede Wereldoorlog met als gedachte dat drogisten elkaar in barre tijden zouden moeten helpen. Dit gedachtegoed werd daarna in ere gehouden. Binnen het samenwerkingsverband van DA speelden de zelfstandige ondernemers een hoofdrol. Zij kenden het eigen lokale marktgebied en hun klanten het beste. Voor iedere ondernemer betekende het een authentieke invulling binnen de bestaande landelijke DA uitgangspunten.
Na de oorlog ontwikkelde DA zich tot een inkoopcoöperatie. In 2007 kwam DA in financiële problemen door een prijzenoorlog in de sector. Op dat moment was het DA de derde drogisterijketen van Nederland met 450 miljoen euro omzet. Vier jaar daarvoor telde ze 700 winkels maar door het vertrek van veel DA-ondernemers naar concurrerende ketens was dat aantal gedaald naar 430 in 2007. Wagram uit Den Haag en een groep investeerders rond private equityfonds Aletra Capital Partners nam de drogisterijketen over. Aletra had toen de ambitie het winkelvloeroppervlak van DA in vijf à zeven jaar te verdubbelen. De zelfstandige winkels vormden een nieuwe coöperatie, de Coöperatieve Drogisten Associatie U.A.
In 2014 had de centrale organisatie van DA, geleid door Linda Keijzer, een conflict met de franchisenemers. DA kwam met plannen voor een nieuwe formule. Diverse ondernemers zagen dat als een inbreuk op de contracten die ze waren aangegaan, maar de rechter gaf uiteindelijk DA gelijk. Tussen juni en november 2014 vielen uit onvrede bijna 70 van de 388 franchisers weg met een groot omzetverlies bij de centrale organisatie van DA tot gevolg.
De DA Retailgroep kreeg op 23 december 2015 surseance van betaling. Dit betrof het hoofdkantoor van DA en zeven drogisterijen die DA zelf exploiteerde. Hier werkten op dat moment 212 mensen. De 266 franchisewinkels onder beheer van zelfstandige ondernemers werden niet direct geraakt door de problemen van het moederbedrijf.
DA werd op 29 december 2015 failliet verklaard. Enkele uren daarna werd een doorstart aangekondigd met als nieuwe eigenaar de Nederlandse Drogisterij Service B.V., onderdeel van Holland Pharma.